# Inde du Nord-Est

Les huit États qui constituent le "Nord-Est Indien".

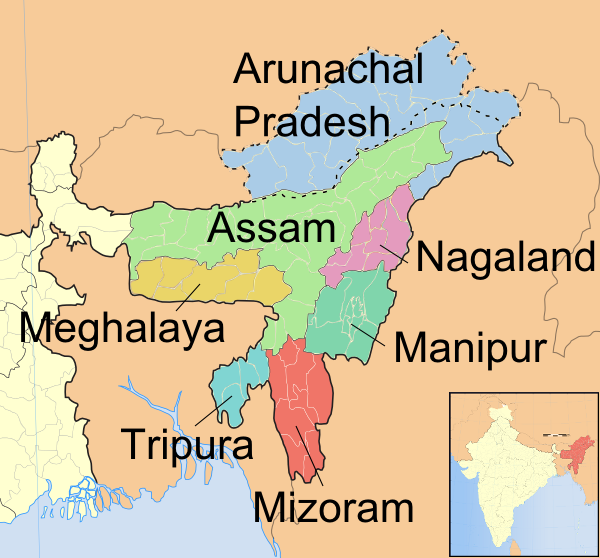
Une carte des "Sept États sœurs" du Nord-Est Indien.

Le Nord-Est Indien est une zone géographique de la république indienne formant une communauté politique et économique des huit États au nord-est de celle-ci. Il regroupe le Sikkim, l'Arunachal Pradesh, l'Assam, le Meghalaya, le Nagaland, le Manipur, le Mizoram et le Tripura. Cette zone est linguistiquement et culturellement très différente de ce que l'on rencontre dans le reste de l'Inde. Un grand nombre d'habitants de ces États parlent des langues tibéto-birmanes et ont une culture proche de celle des autres pays d'Asie du Sud-Est et du Tibet. Cette similitude est encore plus forte chez les «Sept États sœurs» (littéralement depuis l'anglais: The  «Seven Sisters States»), c'est-à-dire les États du nord-est indien hors le Sikkim, qui n'a été pleinement intégré dans la sphère politique indienne que depuis 1947. Ces États n'ont que 21 km de frontière commune avec le reste de l'Inde au niveau du corridor de Siliguri. Depuis 1947, les rébellions séparatistes et les violences intercommunautaires dans les États du nord-est du pays ont provoqué la mort de quelque 50 000 personnes. 
Le conseil du Nord-Est (en anglais North East Council ou NEC) a été créé en 1971 en ayant pour objectif le développement économique et social des huit États. La création du North Eastern Development Finance Corporation Ltd. (NEDFiC) a suivi en 1995, tandis que le Ministry of Development of Northeastern Region (MODONER) a été créé en septembre 2001,.

## Environnement
Depuis 2005, le Groupe de travail du fonds multi-bailleurs pour les écosystèmes en danger critique a reconnu la zone, incluse dans le vocable Régions de l'est himalayen, avec le Bhoutan et le Népal du sud comme un point chaud de biodiversité. Initialement cette zone était définie sous le terme Indo-birman.